# Хамелеон (фільм)
«Хамелеон» («Chameleonas») — радянський художній фільм 1989 року, знятий режисером Саулюсом Восілюсом на Литовській телестудії.

## Сюжет
Фільм поставлений за романом Йонаса Авіжюса «Кольори хамелеона». Це розповідь про інтелігенцію 1980-х років, про девальвацію духовних цінностей, про пристосовництво в сім'ї та суспільстві.

## У ролях
- Антанас Шурна — Людас Скірмоніс, скульптор
- Вайва Майнеліте — Вероніка
- Аудріс Мечісловас Хадаравічюс — Тялкша
- Ромуальдас Раманаускас — Робертас Суопіс, художник, чоловік Вероніки
- Нійоле Лепешкайте — Уне, дружина Скірмоніса
- Роландас Буткявічюс — Андрюс Скардіс, письменник
- Юрга Кураускайте — Хеля/ дівчина
- Рімас Моркунас — Людас Скірмоніс в юності
- Йонас Пакуліс — чиновник від культури
- Міле Шаблаускайте — гостя у Градовських
- Енрікас Качінскас — Ауреліюс Стундіс, актор
- Фердінандас Якшис — Градовський
- Елегіюс Букайтіс — гість у Суопісів
- Едіта Сабайтіте — студентка Робертаса
- Антанас Саулявічюс — Геніс
- Йонас Лалас — чиновник від культури
- Аушра Гінейтіте — балерина
- Вікторас Валашинас — чоловік на полюванні
- Регіна Арбачяускайте — гостя у Градовських
- Вітаутас Гріголіс — гість у Суопісів
- Аурімас Бабкаускас — гість у Суопісів
- Агне Грегораускайте] — гость у Градовських
- Саулюс Сіпайтіс — гость у Градовських
- Антанас Тарасявічюс — чиновник від культури
- Антаніна Мацкявічюте — гостя у Градовських
- Лігія Рібайтене — епізод
- Саулюс Восілюс — п'яний чоловік в ресторані

## Знімальна група
- Режисер — Саулюс Восілюс
- Сценаристи — Бронюс Клевінскас, Саулюс Восілюс
- Оператор — Донатас Букліс
- Композитор — Томас Лейбурас
- Художник — Ромуальдас Лукшас